# 2025년 동계 아시안 게임 카자흐스탄 선수단
2025년 동계 아시안 게임 카자흐스탄 선수단은 2025년 2월 7일부터 14일까지 중화인민공화국 하얼빈에서 열리는 2025년 동계 아시안 게임에 참가중인 카자흐스탄 선수단이다.

## 선수단
아래 표는 종목별, 성별 카자흐스탄 대표단 선수 수이다.
| 종목             | 남자 | 여자 | 합계 |
| ---------------- | ---- | ---- | ---- |
| 바이애슬론       | 5    | 5    | 10   |
| 쇼트트랙         | 6    | 6    | 12   |
| 스키마운티니어링 | 4    | 1    | 5    |
| 스피드스케이팅   | 10   | 9    | 19   |
| 아이스하키       | 23   | 23   | 46   |
| 알파인스키       | 4    | 4    | 8    |
| 컬링             | 6    | 6    | 12   |
| 크로스컨트리     | 6    | 6    | 12   |
| 프리스타일       | 5    | 2    | 7    |
| 피겨스케이팅     | 3    | 3    | 6    |
| 합계             | 72   | 65   | 137  |

## 종목별 성적

### 바이애슬론
남자
여자

### 쇼트트랙
남자
여자

### 스키마운티니어링
남자
여자

### 스피드스케이팅
남자
여자

### 아이스하키
남자
여자

### 알파인스키
남자
여자

### 컬링
남자
여자
믹스더블

### 크로스컨트리
남자
여자

### 프리스타일
남자
여자

### 피겨스케이팅
남자
여자